# La concejala antropófaga
La concejala antropófaga  è un cortometraggio scritto e diretto da Pedro Almodóvar.

## Produzione
Uscito dopo Gli abbracci spezzati, fu voluto dal regista spagnolo per ringraziare l'attrice Carmen Machi ad aver preso parte a tale precedente film.
Il cortometraggio, come di consueto, è stato prodotto dalla casa di produzione El Deseo e fu girato a Madrid in un solo giorno (il tutto si svolge, sotto forma di monologo, in una stanza di un appartamento).
La pellicola si distacca dal genere preferito da Almodovar, il melodramma, ritornando ad essere la classica commedia graffiante del regista, tipica degli anni settanta e della prima parte della carriera del cineasta spagnolo.